# Житомирський завод «Електровимірювач»
Житомирський завод «Електровимірювач» — промислове підприємство Житомира, що спеціалізується на випуску електровимірювальної техніки.

## Історія
Підприємство було побудовано у 1956-1957 роках та введено у експлуатацію у 1957 році.
У 1962-1964 роках на заводі «Електровимірювач» було створено перший у СРСР промисловий електромузикальний інструмент - електроорган «Естрадин».
У 1978 році завод став головним підприємством виробничого об'єднання "Електровимірювач".
До початку 1980-х років завод був оснащений високопродуктивними автоматизованими верстатами та спеціалізувався на виробництві стрілочних та цифрових комбінованих приборів, частотно-аналізуючої апаратури, інформаційно-вимірювальних систем, а також випускав клавішні електронні музичні інструменти.
У 1993 році Кабінет Міністрів України ухвалив рішення про приватизацію підприємства з залученням іноземних інвестицій.
У травні 1994 року з метою оптимізації витрат підприємства за розпорядженням Кабінету Міністрів України дитячий садок № 45 для дітей робітників заводу був знятий з балансу заводу та переданий у комунальну власність Житомирської області.
У 1996 році державний завод було перетворено у відкрите акціонерне товариство.
У серпні 1997 року завод було включено до переліку підприємств, що мають стратегічне значення для економіки та безпеки України.
У 1998 році завод було офіційно визнано банкрутом, щоб розрахуватися з боргами підприємства, за рішенням Житомирської обласної податкової інспекції весь автопарк підприємства було конфісковано та виставлено на продаж. Також у 1998 році з балансу підприємства було знято стадіон "Електровимірювач" на вулиці Домбровського (в подальшому перетворений на ринок).
У 2005 році завод опанував виробництво нової продукції: приладової дошки для легкового автомобіля ZAZ Lanos.
У 2007 році розроблений конструкторським бюро заводу комплекс мішеневого обладнання для стрільбищ пройшов державні випробування і 3 серпня 2007 року був прийнятий на озброєння збройних сил України, після чого завод отримав замовлення міністерства оборони України на виготовлення партії тренажерів для армійських полігонів.
2007 рік завод закінчив з прибутком 540 тис. гривень.
Фінансово-економічна криза, що розпочалася 2008 року ускладнила становище заводу. Хоча у 2008 році завод випустив 19462 шт. електроприладів та завершив рік з прибутком у розмірі 1 745 тис. гривень, на початку 2009 року завод був змушений перейти на неповний робочий тиждень та відправити у неоплачувану відпустку 100 з 375 працівників.
2009 рік, завод скоротив виробництво на 81,84% (було випущено 4318 шт. електроприладів) і завершив рік зі збитком у розмірі 1 837 тис. гривень.
До початку 2011 року підприємство випускало більш ніж 20 найменувань електровимірювальних приладів та обладнання.
У березні 2014 року на заводі продовжували працювати три з шести цехів, кількість працівників підприємства становила 300 осіб.
У січні 2015 року було оголошено про намір залучити житомирські заводи "Електровимірювач", "ЕКТА" та "Промавтоматика" до виробництва безпілотних літальних апаратів.
2018 рік, ухвалено скандальне рішення на закритих загальних зборах акціонерів заводу Електровимірювач про продаж частини власної території заводу.
2018 рік, гіпермаркет Олді  заключив договір з заводом про продаж землі.
грудень 2018 року, перші сутички між працівниками  заводу та працівниками гіпермаркету Олді
лютий 2019, розпочато демонтаж  одного з корпусів заводу.
березень 2019, Суперечка на території заводу за землю.
жовтень 2019, між працівниками ПАТ «Електровимірювач» та «Олді» через спірну будівлю у центрі міста розгорівся конфлікт.
листопад 2020, сутички між працівниками заводу та працівниками гіпермаркету Олді 

## Соціальна сфера
За радянських часів завод утримував футбольну команду, яка стала найсильнішою в регіоні, ставши чемпіоном області щонайменше 15 разів.
У 1989 році на заводі було створено садове товариство "Садове".

## Персоналії

### Директори
- 1957 — 1968 Трегубов Микола Петрович
- 1968 — 1979 Невмержицький Микола Іванович

### Головні інженери
- Ковальчук Дмитро Васильович
- Демченко Анатолій Мілентійович

### Заступники директора
- Грижбовський Єжи Станіславович
- Прилуцький Микола Олександрович
- Царенко Володимир

### Головні конструктори
- Гринберг Ісак Павлович
- Лось Леонід Васильович

### Редактор радіомовлення
- Яків Зайко